# البینو مالی
البینو مالی (به لاتین: Albinów Mały) یک منطقهٔ مسکونی در لهستان است که در Gmina Goraj واقع شده‌است.

## خصوصیات
البینو مالی ۴۰ نفر جمعیت دارد.